# Eladio Benítez
Eladio Benítez Amuedo (Montevideo, 1939. február 24. – 2018. október 23.) válogatott uruguayi labdarúgó, középpályás.

## Pályafutása

### Klubcsapatban
1957 és 1963 között a montevideói Racing Club labdarúgója volt. 1964 és 1970 között Chilében játszott a Temuco, a Green Cross, az Unión La Calera és a Rangers de Talca csapataiban.

### A válogatottban
1957 és 1962 között nyolc alkalommal szerepelt az uruguayi válogatottban és egy gólt szerzett. Tagja volt az 1959-es Copa América győztes csapatnak.

## Sikerei, díjai
Uruguay
- Copa América
  - aranyérmes: 1959